# 伍约之战
伍约之战（藏語：དབུ་གྱོར་བཁྲུག་པ་བྱས，威利转写：dbu gyor 'khrug pa byas），又称中左之战，是吐蕃的一场内战。:197-202参战方分别为支持王子沃松的蔡邦氏（ཚེ་སྤོངས）及其支持者、支持王子云丹的那囊氏（སྣ་ནམ）及其支持者。:186-189伍约之战以朗达玛遇刺，云丹和沃松争夺赞普之位为起点，以赤德衮赞（ཁྲི་ལྡེ་མགོན་བཙན）时的奴隶起义为终局，历时数十年，对吐蕃社会造成极大破坏，促成了吐蕃的灭亡。:207-210

## 背景
受限于蕃地社会和政治基本条件，吐蕃本质上是一个由贵族团体组成的军政联盟，赞普的集权力度不可避免地受到严重限制。因此，赞普与大论的权力争夺、各贵族关于大论之位的权力争夺接连不断，成为吐蕃政治难以战胜的恶疾，是伍约之战的最根本原因:231-232。
吐蕃主要有两种贵族，一种是外戚集团，以尚（ཞང）为头衔；一种是非外戚集团，以论（བློན）为头衔:3-5。赞普赤都松赞在位期间，长期把持朝政的论族大臣噶尔·钦陵被治罪。以此为起点，尚族与论族展开了长期的权力斗争:97。最终，那囊氏（སྣ་ནམ）、蔡邦氏（ཚེ་སྤོངས）、没卢氏（འབྲོ）、琛氏（མཆིམས）四个尚族击败了以韦氏（དྦས）、朗氏（རླང）、末氏（འབལ）、属卢氏（ཆོག་རོ）为代表的论族，成功把持朝政:120-123，合称“四大尚论”:275。赤松德赞和赤德松赞两位赞普在位时，尝试通过提拔论族娘氏（མྱང）来打破尚族垄断朝局的情况，却未能获得成功。娘氏在获得提拔后，与尚族联盟，继续垄断朝政。该执政联盟被称为“三尚一论”:159-160，一直持续到赞普赤祖德赞被杀以前:181-182。
836年，长期被打压的论族韦氏、属卢氏:173-180与渴望更大权力的尚族那囊氏:167弑杀赞普赤祖德贊，扶持朗达玛继位:159-160并驱逐王子藏玛及其兄弟:291。此后，杀死没卢·赤松杰达囊（འབྲོ་ཁྲི་གསུམ་རྗེ་སྡང）、娘·定埃增等人，终结了“三尚一论”:159-160。841年，拉隆·贝吉多杰弑杀朗达玛，进一步激化了那囊氏、韦氏等与没卢氏等的矛盾。至此，一场更大规模的冲突已无法避免:184-185。

## 参战单位
吐蕃以东岱（即“千户”）为基本军事单位，各如领有不同数目的东岱，分属不同的部族。其中，参与伍约之战的主要贵族所属东岱如下：

### 云丹派
- 雅仓东岱（那囊氏）[a]
- 玉邦东岱（那囊氏）[a]
- 吉堆东岱（韦氏）[2]:214-215
- 吉麦东岱（韦氏）[2]:214-215
- 迥巴东岱（属卢氏）[2]:214-215
- 支仓东岱（属卢氏）[2]:214-215
- 松丁东岱（属卢氏）[11]

### 沃松派
- 雅隆东岱（蔡邦氏）[a]
- 青隆东岱（蔡邦氏）[a]
- 聂东岱（琛氏）[11]
- 聂尼东岱（琛氏）[2]:214-215
- 洛扎东岱（琛氏）[11]
- 塔波东岱（琛氏）[2]:214-215
- 娘波东岱（琛氏）[11]
- 芒噶东岱（没卢氏）[11]
- 赤松东岱（没卢氏）[11]
- 仲巴东岱（没卢氏）[11]
- 拉孜东岱（没卢氏）[11]
- 娘若东岱（没卢氏）[2]:214-215
- 错俄小东岱 （没卢氏）[2]:214-215

## 经过
朗达玛被杀后，赞普之位先是空缺了四个月:111。此后，蔡邦·萨友姆雍钦赞默彭（ཚེ་སྤོངས་བཟའ་གཡོར་མོ་ཡུམ་ཆེན་བཙན་མོ་འཕན）拥立王子沃松，那囊·彭萨彭杰（སྣ་ནམ་འཕན་བཟའ་འཕན་རྒྱལ）拥立王子云丹，两方爆发军事冲突:164，吐蕃的议事会（འདུན་མ，吐蕃的权力机关）于此时解散:165。其中，云丹一系控制伍如，沃松一系以雅隆为统治中心，控制约如、叶如、如拉三如（即“乌斯藏三地”）和多康:111，故称“伍约之战”:164。
交战之初，蔡邦氏于伍如北部被击败，象征赞普王权的“十八种宝物”当中的“坚古（ཅན་དགུ）”被云丹一派夺取:294。沃松此后育有贝考赞（དཔལ་འཁོར་བཙན）、格考赞（དགེ་འཁོར་བཙན）和雍仲考赞（གཡུང་དྲུང་འཁོར་བཙན）三子:111，于五十五岁时于雅隆旁塘（ཡར་ལུང་འཕང་དང，今乃东区颇章乡旁塘村南侧废墟）去世，陵号吉乌拉顿（སྐྱེའུ་ལྷ་སྟོན，该陵即琼结县藏王墓M9大墓）:165。云丹育有云丹衮（ཡུམ་བརྟན་མགོན）和赤德衮聂（ཁྲི་ལྡེ་མགོན་སྙན）二子:307。
沃松死后，其长子贝考赞继位，时年13岁:294。在位初期，他的两个弟弟占据叶如发动叛乱。此后，贝考赞主持修建了娘堆孜神殿（མྱ་སྟོད་རྩིས་ཀྱི་གཙུག་ལག་ཁང，位于今江孜县热索乡一带:13）等八座神殿，并重建议事会:112。共有三次属民起义于其在位期间爆发:294，因而贝考赞被称为“无福之王”。其中，于牛年爆发的一次起义导致边疆丢失:165，贝考赞本人在此期间也被聂·托波（སྙགས་ཐོགས་པོ）弑杀，横尸山野:166。贝考赞共在位18年:294，育有吉德尼玛衮（ཀྱི་ལྡེ་ཉི་མ་མགོན）:169和钦擦·扎西孜贝（མཆིམས་ཚ་བཀྲ་ཤིས་བརྩེགས་དཔལ）:172二子。
贝考赞死后，他的两个儿子逃亡后藏:169。其中长子吉德尼玛衮先是逃至拉孜的扎卡尔宫（སྐུ་མཁར་ལྷ་རྩེ་བྲག་མཁར，今拉孜县拉孜宗山古堡）:117，而后在象雄部族琼布氏、芒维尔氏、结辛氏的帮助下逃亡至普兰，建立古格王国:116。次子钦擦·扎西孜贝育有白德（དཔལ་ལྡེ）、沃德（འོད་ལྡེ）和吉德（སྐྱོད་ལྡེ）三子，被称为“下部三德”，割据在叶如、如拉一带:172-173。
约如围绕贝考赞的继任者人选爆发了激烈的内部冲突，贝考赞时期的大臣赤杜芒赞（ཁྲི་འདུས་མང་བཙན）、白格桑顿（དཔལ་བཟངས་དགེ་འདུན）等均被杀:166。在此期间，云丹一派攻占了桑耶寺一带。最终，由江根阿奥杰波（ཅང་རྒན་ཨ་ཨོ་རྒྱལ་པོ）继承王位。然而仅仅三年后，约如的首府（即雅隆昌珠，今昌珠寺一带）就被云丹一派攻占:166。于是，约如众人迎请云丹之子:307赤德衮赞为赞普:295。在此之前，赤德衮赞已经征服了娘堆（今热索乡一带:13）地区:166，伍约之战以云丹一派的胜利告终:111。

## 后续及影响
持续数代人的伍约之战对吐蕃社会经济造成了极大的破坏:207-210，以至于在刚刚赢得内战的赤德衮赞统治期间，发生了一次规模远超以往的大起义，吐蕃由此进入分裂时期。:295。
伍约之战期间，在云丹之子赤德衮赞在位时，起义者得到了赦免，各地的小王也对他称臣:166。社会相对安定，宗教事务得到一定程度的复苏:185。赤德衮聂的曾孙擦拉那·益西坚赞在位时，宗教事务得到一定程度的复兴:185。他育有四子，后来割据于彭波（今林周县一带:12）、洛扎和墨竹:308。
“下部三德”的后人赤琼后来与与帕瓦德色重返前藏，攻陷青瓦达孜宫，定都于此。在他治下，社会相对安定，宗教事务得到了一定程度上的复苏:185。因此，“下部三德”后来亦被称为“卫藏四如之赞普”:304。